# Distrikt Tripoli
Der Distrikt Tripoli (arabisch قضاء طرابلس, DMG Qaḍāʾ Ṭarābulus)  ist ein kleiner, dicht besiedelter Verwaltungsbezirk im Gouvernement Nord der Republik Libanon. Er besteht aus der Stadt Tripoli, dessen Hafenstadt El Mina und die Umgebung. Die Mehrheit der Bevölkerung ist sunnitisch-muslimisch, mit maronitischen, griechisch-orthodoxen und alawitischen Minderheiten.

## Gemeinden
- Al-Qalamoun
- el-Mina
- Tripoli
- Baddawi